# György Garics
György Garics (hrvatski: Jurica Garić) (Sambotel, 8. ožujka 1984.), je austrijski umirovljeni nogometaš hrvatskog podrijetla, rođen u Madarskoj. Bio je aktualni austrijski reprezentativac. Austrijski nogometni izbornik objavio je u svibnju 2016. popis za nastup na Europskom prvenstvu u Francuskoj, na kojem je se nalazio Garics.